# Николо-Стороженский монастырь
Николо-Стороженский монастырь (Киприано-Стороженский Никольский монастырь) — бывший мужской православный монастырь в деревне Сторожно Волховского района Ленинградской области. Находился на берегу Ладожского озера.

## История: По преданию, монастырь основан раскаявшимся разбойником - как в известной песне о Кудеяре-разбойнике говорится о монастыре, куда ушёл атаман замаливать свои грехи. По одной из версий, на Стороженском мысе Ладожского озера Кудеяр, а в реальности - Кузьма, основал Николаевский Стороженский монастырь, став в нём иноком, с именем Киприан.
Бросил своих он товарищей,
Бросил набеги творить.
Сам Кудеяр в монастырь пошёл,

Богу и людям служить.
Православная церковь его чтит как блаженного Киприана, скончавшегося в конце XVI века.
Храм во имя Свт. Николая Чудотворца бывшего монастыря — единственный сохранившийся на берегу Ладоги памятник древнего зодчества. 
В царское время здание поставили на учет архитектурной комиссии. 
Здание XVI века было перестроено в 1939 году, ныне вновь действует.
Восстановление храма происходит с 2000-х годов.